# Perieci
Periecii (în greaca veche Περίοικοι, Períoikoi) erau locuitori ai Spartei, aparținând unei categorii sociale de oameni liberi, dar lipsiți de drepturi cetățenești. Erau lăsați să se stabilească În Sparta, dar în afara zidurilor cetății. Puteau avea în proprietate teren agricol, iar unii dintre ei practicau meșteșuguri sau negustoria. 